# Jasemba
Der Jasemba (offiziell eigentlich als Pasang Lhamu Chuli bezeichnet, aber auch Cho Aui, Nangpai Gosum I, Jasamba oder Jasemba Peak) ist ein 7350 m hoher Berg auf der chinesisch-nepalesischen Grenze im Himalaya. 
Er befindet sich im Solo-Khumbu-Gebiet und ist der Hauptgipfel des Nangpai-Gosum-Massivs, einem Ausläufer des Achttausenders Cho Oyu.
Der Name Pasang Lhamu Chuli erinnert an die erste Nepalesin, Pasang Lhamu Sherpa, die den Mount Everest besteigen konnte. Sie starb allerdings beim Abstieg im Jahr 1993. Ihr zu Ehren wurde dem Berg an ihrem dritten Todestag der Name gegeben und für Besteigungen freigegeben.
Die Gegend um den Jasemba ist kulturhistorisch von Bedeutung, da in unmittelbarer Nachbarschaft der Nangpa La liegt, ein 5716 Meter hoher Pass, der seit Menschengedenken als Übergang von China nach Nepal benutzt wird. Der Nangpa La ist einer der höchstgelegenen Handelswege im Himalayagebirge.

## Ersteigungsgeschichte
Der Berg wurde erstmals am 12. Oktober 1986 durch eine japanische Expedition bestiegen. Nur zwei Tage nach Katsushi Emura, Yukitoshi Endo, Katsuo Matsuki und Yoshihiro Shikoda standen 6 weitere Mitglieder der Expedition auf dem Gipfel.
Für eine Besteigung von der nepalesischen Seite her werden von der Regierung seit 1995 Genehmigungen erteilt. Von dieser Seite konnte der Berg erstmals im Jahr 1996 unter Sirdar Ang Phurba Sherpa, Bergführer und Direktor von Ang Rita Trek & Expedition P.Ltd. über den Westgrat bestiegen werden. Weiterhin gelangte eine französische Expedition auf den Gipfel. Die erste Besteigung über die Südseite gelang Slowenen im Jahr 2004.

### Die Besteigungsversuche von Hans Kammerlander
In der deutschsprachigen Bergsteiger-Szene wurde der Jasemba vor allem durch die Bemühungen Hans Kammerlanders um seine vermeintliche Erstbesteigung bekannt.
Im Rahmen einer Erkundungsreise sah Hans Kammerlander den Berg im Mai 2004 zum ersten Mal und war von seiner Pracht begeistert: „Ein Berg von formvollendeter Schönheit, steil aufragend, freistehend, endlose, eisige Flanken nach allen Seiten hin und – nach Süden gerichtet – ein mächtiger Pfeiler, der geradewegs zum Himmel aufragt, eine großartige Herausforderung!“
Die Freude über eine Besteigungsgenehmigung des angeblich lange gesperrten Siebentausenders war groß. Ein erster Versuch 2005 zusammen mit Luis Brugger und Karl Unterkircher musste 400 Meter unterhalb des Gipfels aufgrund widriger Wetterverhältnisse und extremer Lawinengefahr abgebrochen werden.
Auch 2006 wurde der Gipfel nicht erreicht, dabei stürzte Hans Kammerlanders einziger Seilgefährte Luis Brugger wahrscheinlich tödlich ab, sein Leichnam konnte bis heute nicht gefunden werden.
Im Mai 2007 erreichten Kammerlander und sein erneuter Begleiter Karl Unterkircher schließlich den Gipfel. Beim Abstieg kam es beinahe wieder zu einer Katastrophe, da eine Lawine einige Fixseile wegfegte. Nur durch eine waghalsige Abseilaktion konnten sich beide retten.
Hans Kammerlander versichert bis heute, von den vorherigen Besteigungen nichts gewusst zu haben, obwohl er auf seiner Homepage bis Mai 2005 noch anführte, dass der Gipfel laut der Himalaya-Statistikerin Elizabeth Hawley aus Kathmandu wahrscheinlich von der chinesischen Nordseite her bereits einmal bestiegen wurde, möglicherweise jedoch ohne entsprechende Genehmigung. Heute behauptet Hans Kammerlander, dass er die Genehmigung für den Jasemba im Jahre 2007 „ausdrücklich als Erstbesteigung“ erhalten habe.
Erst nach der Rückkehr von seiner erfolgreichen Besteigung 2007 habe er von einer slowenischen Expedition aus dem Jahr 2004 erfahren, die laut der Himalayan Database von Elizabeth Hawley ebenfalls den Gipfel erreichte, abgesehen von den bereits Jahrzehnte zurückliegenden Erstbesteigungen anderer Grate und Wände. Hans Kammerlander argumentiert, dass er von den Slowenen zwar Fotos des Gipfelgrates zu Gesicht bekommen habe, jedoch keine vom Gipfel selbst. Seine schwerwiegendste Behauptung betrifft allerdings die Himalaya-Expertin Elizabeth Hawley selbst, der er nach seiner Besteigung 2007 einen Besuch abstattete und die nach seinen Angaben nichts von der slowenischen Expedition 2004 wusste. Im Bericht des American Alpine Journal ist jedoch Elizabeth Hawley als Verfasserin des Berichts der erfolgreichen slowenischen Besteigung vermerkt.

### Südwand
Vom 25. bis 29. Oktober 2009 gelang den drei Schweizern aus Zermatt Simon und Samuel Anthamatten und Michael Lerjen die Erstbegehung der Jasemba Südwand. Sie nannten ihre im Alpinstil bestiegene Route Hook or Crook, Schwierigkeit: (VI, 1550 m, 90°, M5).